# Кистинцы
Кистинцы, чеченцы-кистинцы, устар. кисти́ны, кисты (самоназвание — кӀистий, кистойн[уточнить]; чечен. кистӀий, также самоназв. чечен. нахчо/нохчо; груз. ქისტები — кистеби; гурджиехар нохчий — «грузинские чеченцы») — этнографическая группа чеченцев, исторически проживающих в Панкисском ущелье в верховьях реки Алазани на северо-востоке Грузии (Ахметский муниципалитет).
Устаревшие значения:

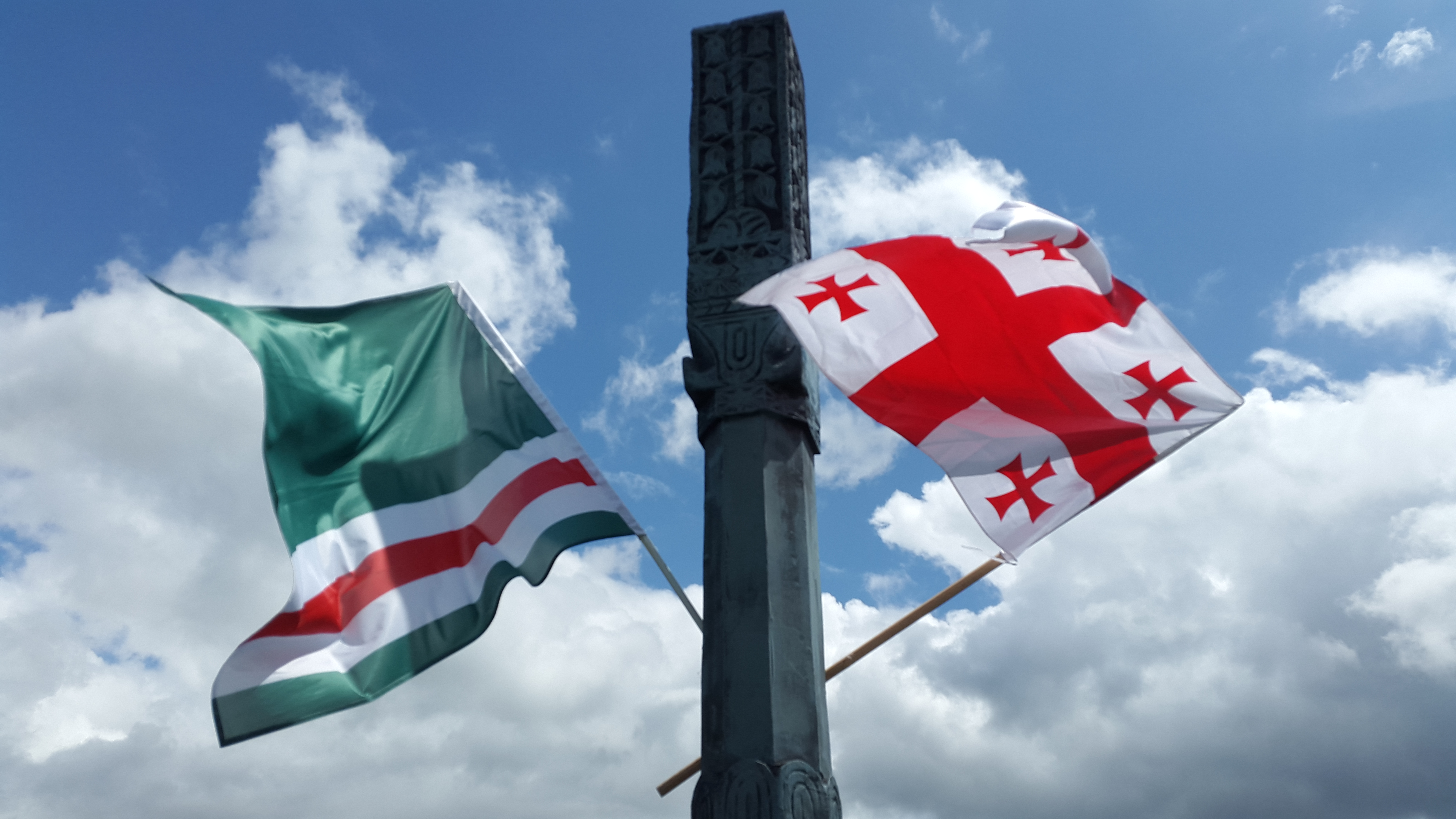
Флаги Чеченской Республики Ичкерия и Грузии в Панкиси

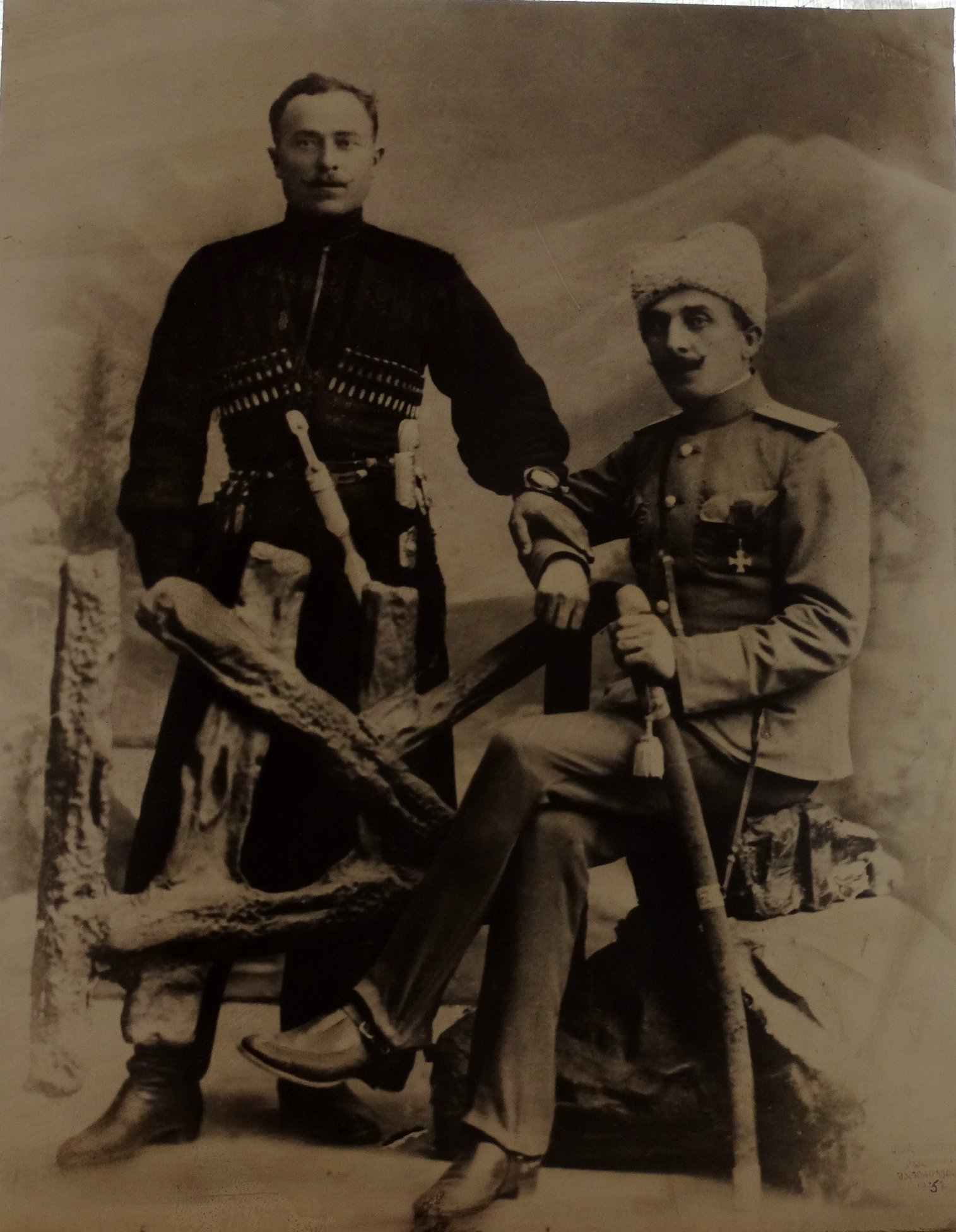
Чеченцы из Панкиси, представители тайпа хилдехарой — Пареулидзе Ростом и Пареулидзе Той

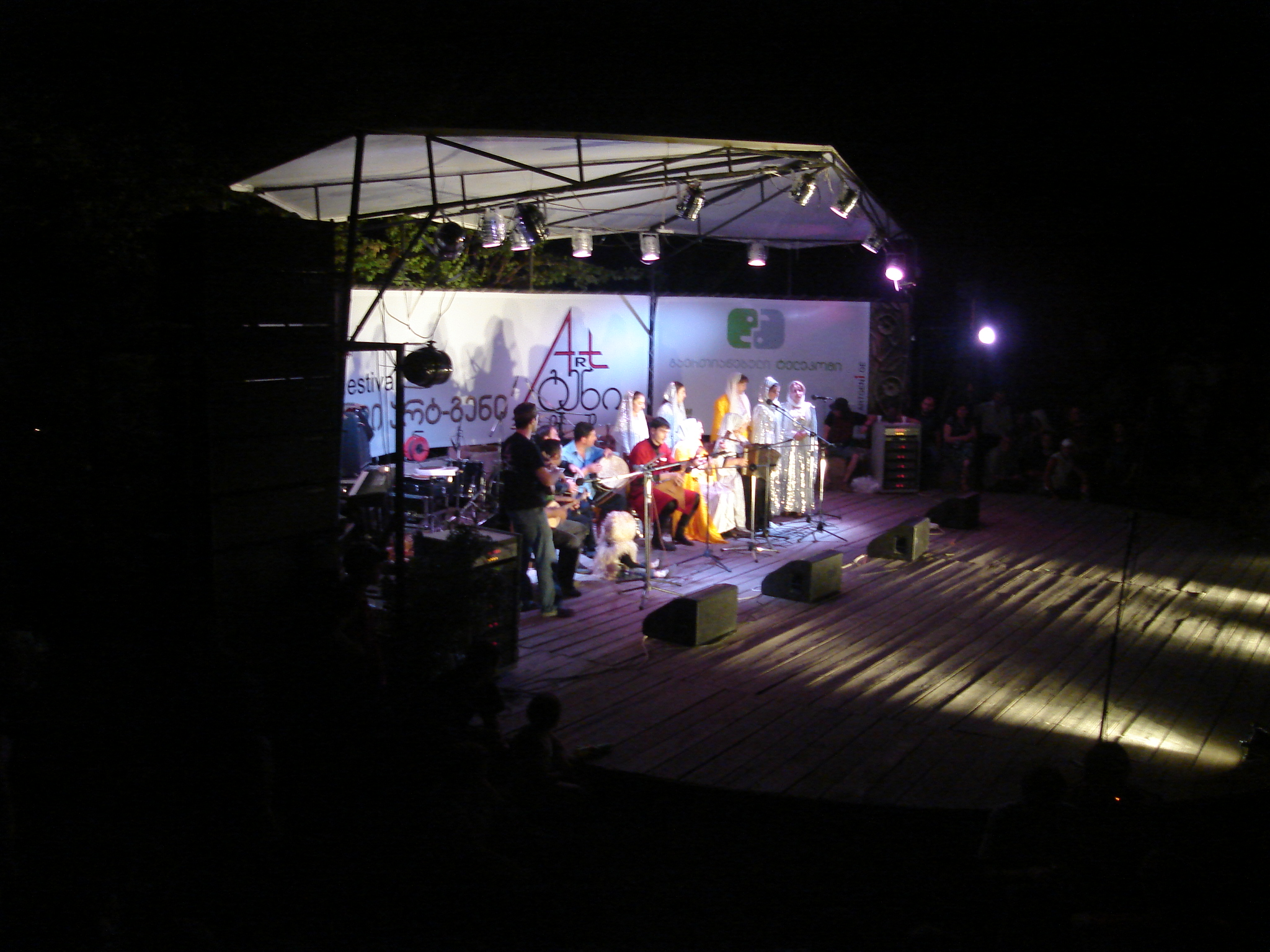
Фольклорный ансамбль «Кист» «Панкиси» на фестивале «Арт-Ген» в Тбилиси

1. Собирательное наименование для всех нахских народов, использовавшееся грузинами (в особенности пшавами и хевсурами) в недавнем прошлом.
2. Собирательное наименование для всех нахских народов, использовавшееся некоторыми писателями и исследователями Кавказа (И. А. Гюльденштедт, С. М. Броневский, П. П. Зубов) в XVIII—XIX веках.

## Название
А. С. Сулейманов не исключал, что название образовалась от кей, кий.
На чеченском языке проживающих на окраине в прошлом называли «кие йистера», «кие йистой», это в последующем трансформировалось в «кисти».
Исследователь Туми Дишни отмечает, что с древних времён грузинские горцы и соседствующие с ними нахчи (чеченцы) тесно общались, и они (то есть грузинские горцы) чеченцев называли «кистинцами».

## История
В Армянской географии VII века упоминаются в форме Xistk'.
По некоторым данным кистинцы в Панкисском ущелье проживают ещё в XVIII веке.
В 1826 году Дуй из тайпа дишний поселился в Панкиси, возникшее селение было названо после его смерти в честь него. В середине XVIII века переселилось более 50 семейств из Майсты и основали селение Джоколо.

По мнению В. Гарданова майстинцы, малхинцы, хильдыхароевцы, эрстхоевцы переселились в Панкисское ущелье в 1840—1850-х годах из горной Чечни. Этот же автор отмечает, о том, что время появления в горной Грузии (Тушетии) бацбийцев и кистин с. Парсма еще научно не определено, однако уже в XVI—XVII вв. известны факты установления между ними и Грузией тесных экономических и политических контактов. Чеченцы с верховьев Аргуна переселялись в Панкисское ущелье по разным причинам: Кавказская война, кровная месть и др.. Каждый кистинец знает где в Чечне находится его родовое селение.

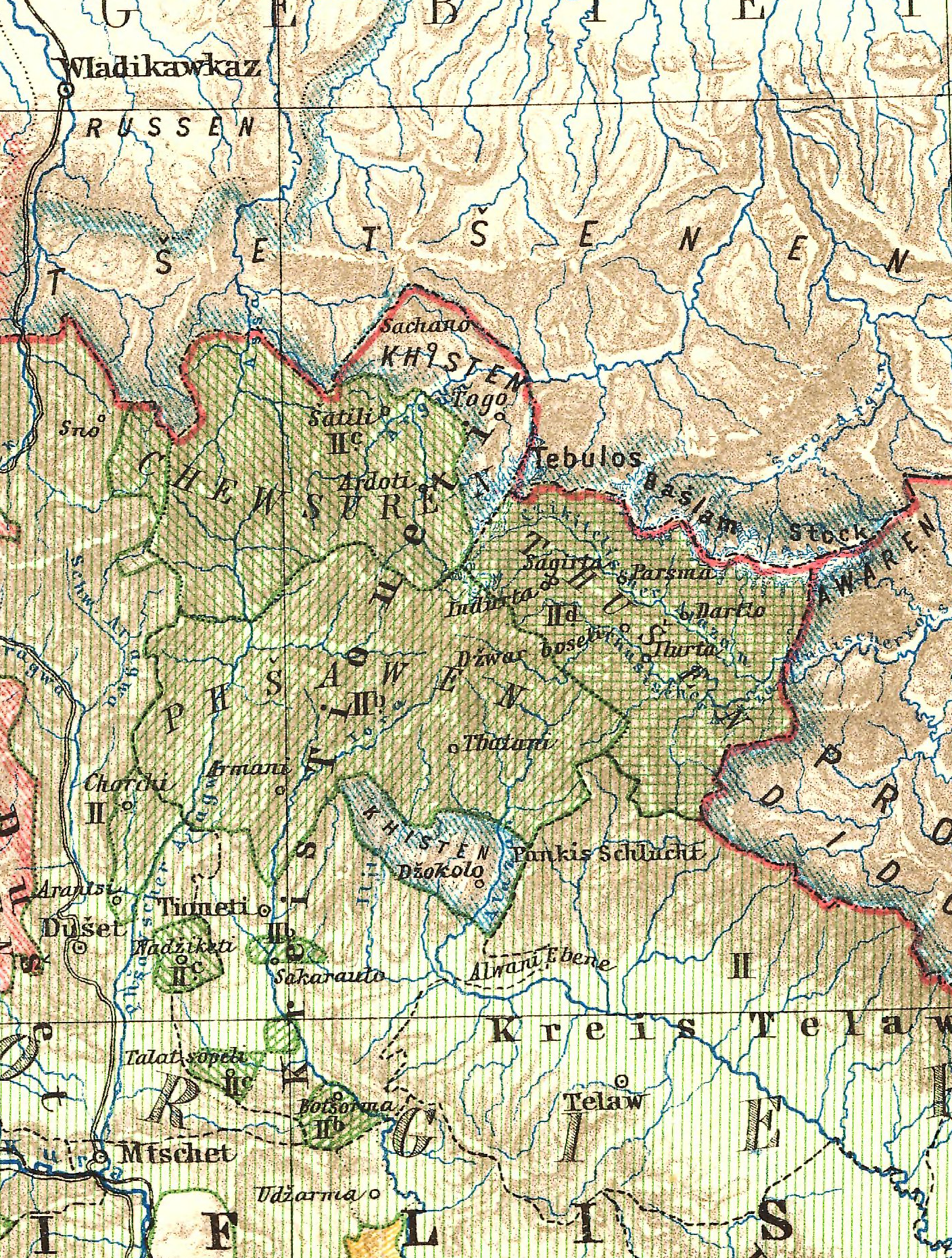
Кистинцы на карте 1897 года
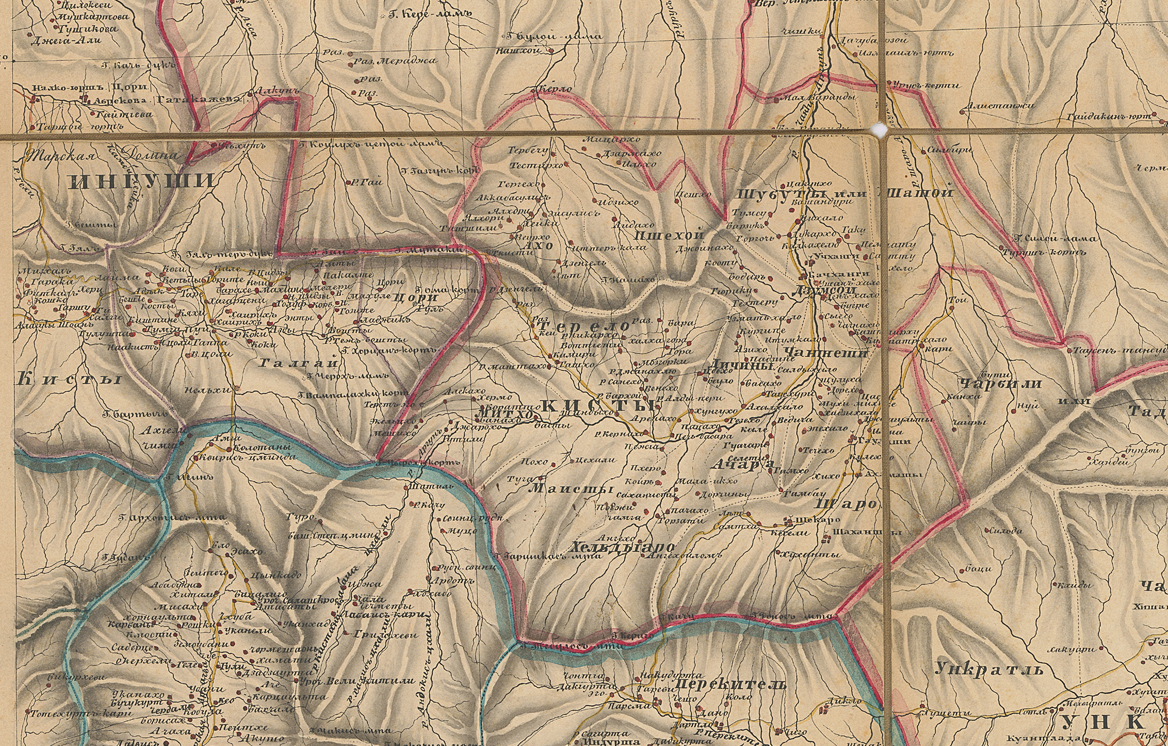
Южная часть Чечни. Фрагмент военной карты, 1847 года.

## Этнология
Одним из первых изучением этнологии чеченцев Грузии, их быта, культуры занялся Албуташвили Матэ из Джоколы, который издал в 1898 году работу «Описание Панкисского ущелья», в 1970-ых годах были изданы несколько работ Маргошвили Л. Ю., в которых она подробно описала язык, традиции, хозяйственный, семейный, общественный быт кистинцев.

## Численность и расселение
Проживают в основном на территории Грузии, а также в России — в Чечне и Ингушетии. Численность кистинцев в Грузии составляет 8110 человек по переписи 2002 г. и 5697 человек по переписи 2014 г., по неофициальным данным более 15 тысяч человек. Основным районом расселения является Ахметский муниципалитет, самым крупными кистинскими сёлами которого являются Дуиси, Джоколо, Омало, Биркиани, Аргохи, Цинубани, также проживают в Дзибахева, Думастури, Земо-Халацани, Квемо-Халацани, Шуа-Халацани, Корети, и в других.

## Культура и быт

### Культура
Среди чеченцев Панкиси популярны илли — песни, исполняемые на тему мужества, достоинства, любви к родине, морали. Им интересны предания о предках, они изложены в стихах, сказках, пословицах. С 2012 года функционирует этнографический музей, он был открыт по желанию кистинцев и по инициативе Хангошвили Хасо, финансируется муниципалитетом Ахметского района.

### Занятия
Занимаются земледелием, скотоводством, огородством, садоводством. Кистинцы у тушин научились готовить сыр, производят масло и творог. Развиты разные ремёсла: изготовление деревянной утвари, паласов, бурок, шапок, войлочных ковров. Часть товаров используют в быту, часть продают. В прошлом изготавливали оружие и инструменты. У кистинцев до сих пор сохранились водяные мельницы.
Любимым блюдом является «жижиг галнаш».

### Язык
Язык — кистинский диалект чеченского языка. Свободно говорят на грузинском, большинство владеют русским. В общении между собой используют чеченский язык, среднее и высшее образование получают на грузинском. Чеченцы Панкисского ущелья поддерживают связь со своей исторической родиной, чтут традиции и берегут язык, с 2016 года министерство образования Грузии одобрило изучение чеченского языка в школах.

### Религия
Исповедуют ислам суннитского толка.

## Тайповый состав
Кистинцы являются переселенцами из следующих чеченских тайпов:
- аккий (чечен. аьккхий)[21];
- дишний (чечен. дишний)[22];
- малхий (чечен. маьлхий)[22];
- майстой (чечен. мӀайстой)[22];
- макажой (чечен. макӀажой) — 1 фамилия[10];
- нашхой (чечен. нашхой)[10][11];
- терлой (чечен. тӀерлой)[22];
- хилдехарой (чечен. хилдехьарой)[22];
- хачарой (чечен. хьачарой)[22];
- чантий (чечен. чӀантий);
- шикарой (чечен. шикъарой) — 1 фамилия[10].